# Little Voice (filme)
Little Voice (Brasil: Laura, a Voz de uma Estrela / Portugal: Uma Estrela Caída do Céu) é um filme britânico de 1998, um drama dirigido por Mark Herman com roteiro baseado em peça teatral de Jim Cartwright. 

## Sinopse
Laura é uma jovem muito tímida que tem um grande dom para o canto. Ela vive com a mãe, e é descoberta por um Ray, um empresário de quinta categoria, que também é o namorado de sua mãe, ao imitar as cantoras dos discos que passava os dias ouvindo. O homem pressente que esta é a sua grande chance, e decide fazer de tudo para transformar Laura ou LV (Little Voice), em uma grande estrela.

## Elenco
- Brenda Blethyn – Mari
- Michael Caine – Ray Say
- Jim Broadbent – Sr. Boo
- Ewan McGregor – Billy
- Jane Horrocks – Little Voice / Laura
- Annette Badland – Sadie
- Philip Jackson – George

## Principais prêmios e indicações
Oscar 1999 (EUA)
- Indicado na categoria de melhor atriz coadjuvante (Brenda Blethyn).

Globo de Ouro 1999 (EUA)
- Venceu na categoria de melhor ator - comédia / musical (Michael Caine).
- Indicado nas categorias de melhor atriz - comédia / musical (Jane Horrocks) e melhor atriz coadjuvante (Brenda Blethyn)